# Galindomyia leei
Galindomyia leei är en tvåvingeart som först beskrevs av Stone och Barreto 1969.  Galindomyia leei ingår i släktet Galindomyia och familjen stickmyggor. Inga underarter finns listade i Catalogue of Life.